# Mateusz Morawiecki
Mateusz Jakub Morawiecki (Breslávia, 20 de junho de 1968), ou simplesmente Mateusz Morawiecki, é um político, historiador e economista polonês, serviu como 17.° primeiro-ministro da Polônia de 11 de dezembro de 2017. até dezembro de 2023, quando foi derrotado por Donald Tusk. Foi aluno da Universidade de Breslávia (1992) e da Universidade de Basileia (1995-1997). Ele trabalhou anteriormente no gabinete da primeira-ministra Beata Szydło como Vice-primeiro ministro, Ministro do Desenvolvimento e Ministro de finanças. De 2007 a 2015, Morawiecki foi presidente do Banco Santander da Polônia e atualmente é deputado do Sejm da Polônia.
- Wikinotícias